# مسیحیت در ژاپن
مسیحیت یکی از مذاهب اقلیت در کشور ژاپن است. کمتر از یک درصد تا ۱٫۵ درصد از جمعیت این کشور ادعای باور یا وابستگی به مسیحیت دارند. اگرچه مسیحیت به‌طور رسمی در سال ۱۶۱۲ ممنوع شد و امروزه به‌طور انتقادی به عنوان یک «دین استعماری» خارجی به تصویر کشیده می‌شود، اما مسیحیت برای بیش از چهار قرن در شکل‌گیری رابطه بین دین و دولت ژاپن نقش داشته‌است. همهٔ فرقه‌های شناخته شده سنتی مذهب مسیحی، از جمله کلیسای کاتولیک، پروتستانتیسم و ارتدکس در ژاپن کنونی وجود دارند.
فرهنگ مسیحی در ژاپن به‌طور کلی تصویر مثبتی دارد. اکثر مردم ژاپن دارای مذهب شینتو یا بودایی هستند. اکثر زوج‌های ژاپنی، معمولاً ۶۰ تا ۷۰ درصد، در مراسم مسیحی «غیر مذهبی» ازدواج می‌کنند. این امر باعث می‌شود عروسی‌های مسیحی تأثیرگذارترین جنبه مسیحیت در ژاپن معاصر باشد.

## ریشه‌شناسی
«کریستو کئو» کلمه‌ای ژاپنی به معنی مسیحی (キリスト教 Kirisuto-kyō) است که ترکیبی از «کریستو» (キリスト) اقتباس ژاپنی از کلمه پرتغالی «مسیح»، Cristo، و «کئو» برای آموزه (敎 kyō, آموزش یا دستور، از چینی میانه kæ̀w 敎)، مانند بوکئو Bukkyō (仏教، واژه ژاپنی برای بودیسم) است.

## تاریخ

### مبلغان و گسترش اولیه
اگرچه نسطوری احتمالاً در اوایل قرن سیزدهم وارد ژاپن شد، اولین ظهور قطعی مسیحیت سازمان یافته در ژاپن، ورود مردم پرتغال کلیسای کاتولیک در سال ۱۵۴۹ بود. مبلغان مذهبیپادشاهی ناوار، فرانسیسکو خاویر با سه نوکیش کاتولیک ژاپنی که قصد راه‌اندازی کلیسا در ژاپن را داشتند به ژاپن رسید. مردم محلی مردمان ژاپنی در ابتدا تصور می‌کردند که این خارجی‌ها از اهالی هند هستند و مسیحیت یک «دین‌های هندی جدید است». این برداشت‌های اشتباه به دلیل روابط موجود بین پرتغالی‌ها و هند بود. ایالت هندی گوا در آن زمان پایگاه مرکزی هند پرتغالی بود و بخش قابل توجهی از خدمه کشتی‌های آن‌ها مسیحیان هندی بودند. بعدها، فعالیت‌های تبلیغی کلیسای کاتولیک منحصراً توسط فرمان‌های یسوعی‌ها و راهبان صدقه‌گیر مانند فرانسیسکن‌ها و فرقه دومینیکن انجام شد. فرانسیس خاویر (بعداً به خاطر کار تبلیغی خود قدیس کاتولیک شد)، کوسمی د تورس (کشیشی یسوعی)، و خوآن فرناندیز اولین کسانی بودند که به امید آوردن مسیحیت به ژاپن وارد کاگوشیما شدند. خاویر و فرقه یسوعی‌ها از احترام خوبی بین مردم برخوردار بودند و به نظر می‌رسد تلاش‌های او با جامعه‌ای پر رونق از نوکیشان پاداش داده شده‌است. هنگام غسل تعمید، به این نوکیشان «نام مسیحی» پرتغالی داده شد و تشویق شدند تا عادات فرهنگی غربی را اتخاذ کنند. این عمل باعث ایجاد سوءظن شد که نوکیشان در واقع عوامل خارجی هستند که برای براندازی نظم اجتماعی محلی کار می‌کنند.
اولین موفقیت مسیحیت در ژاپن در کیوشو رخ داد. تغییر دین دایمیو‌های (اربابان فئودالی) محلی مانند اومورا سومیتادا، آریما یوشی‌سادا و اوتومو سورین منجر به تغییر مذهب بسیاری از رعایای آنها شد. تغییر مذهب چندین نفر از افراد برجسته در منطقه احتمالاً به دلیل ماهیت غیرمتمرکز دوره سنگوکو بود که در آن جنگ سالاران برای به دست آورد قدرت و کنترل اراضی بین خود رقابت می‌کردند. این خلأ قدرت برخی از جنگ سالاران را به این باور رساند که باز بودن بیشتر در برابر منابع خارجی قدرت و مشروعیت به عنوان روشی ممکن برای کسب مزیت است. از آنجایی که چندین دایمیو و رعایای آنها به مسیحیت گرویدند، تخریب معابد و زیارتگاه‌های بودایی و شینتو اغلب با آن همراه بود و یسوعی‌ها نیز در تخریب و آزار و شکنجه مشارکت داشتند.راهبان بودایی و کشیشان شینتو با اخراج اجباری از مکان‌های مذهبی، مجبور به ازدواج، تحت فشار برای تغییر مذهب یا حتی کشته شدن با آزار و شکنجه روبرو می‌شدند.

### تهدیدی برای ژاپن
تحت اودا نوبوناگا، یسوعی‌ها از حمایت و لطف نایب‌السلطنه برخوردار بودند. جانشین اودا، تویوتومی هیده‌یوشی ابتدا از مسیحیت محافظت کرد، اما بعداً با انتشار فرمان اخراج مبلغان مسیحی از ژاپن، سیاست خود را تغییر داد و فعالیت‌های تبلیغی را ممنوع کرد. هیده‌یوشی در ژوئیه ۱۵۸۷ پس از فتح موفقیت‌آمیز کیوشو از فوکوئوکا بازدید کرد و به این باور رسید که یسوعی‌ها ژاپنی‌ها را به عنوان برده به خارج از کشور می‌فروشند، مسیحیان عبادتگاه‌ها و معابد را ویران می‌کنند و مردم را مجبور به گرویدن به مسیحیت می‌کنند که در نتیجه فرمان اخراج مبلغان مسیحی صادر شد. الساندرو والیگنانو، در ۱۴ دسامبر ۱۵۸۲ نامه ای به فرماندار کل فیلیپین، فرانسیسکو دو ساند نوشت و متذکر شد که فتح ژاپن با قدرت نظامی غیرممکن است و تبدیل ژاپن به مسیحیت مهم‌ترین وظیفه کلیسا است. محققان همچنین این نظریه را مطرح می‌کنند که تویوتومی هیده‌یوشی معتقد بود مأموریت واقعی مبلغان مسیحی تبدیل جمعیت ژاپنی به مسیحیت، سرنگونی دولت و تبدیل آن به مستعمره است.
در سال ۱۶۳۷، ماتسوکورا کاتسوایه دایمیوی (ارباب فئودالی) قلمروی شیمابارا؛ قلمرو خود را با حکمرانی نادرست اداره می‌کرد و مالیات بالایی را بر مردم و مسیحیان وضع کرد. این امر، همراه با قحطی، منجر به شورش شیمابارا شد. این شورش ابتدا یک جنبش دهقانی بود، اما بعداً مسیحیان به شورش پیوستند و در نتیجه شوگون‌سالاری توکوگاوا مسیحیت را ممنوع کرد. از آنجا که شوگون‌سالاری مشکوک بدین بود که اروپا و کلیسای کاتولیک در گسترش شورش دست داشته‌اند، معامله گران پرتغالی به خارج از کشور رانده شدند. در سال ۱۶۳۹ سیاست انزوای ملی یا ساکوکو در کشور به اجرا گذاشته شد. همچنین ممنوعیت دین مسیحی در ژاپن پس از آن بشدت به اجرا گذاشته شد، و تنها مسیحیان پنهان در کشور توانستند جان سالم به در ببرند.

### آزار و شکنجه تحت حکومت شوگون‌سالاری

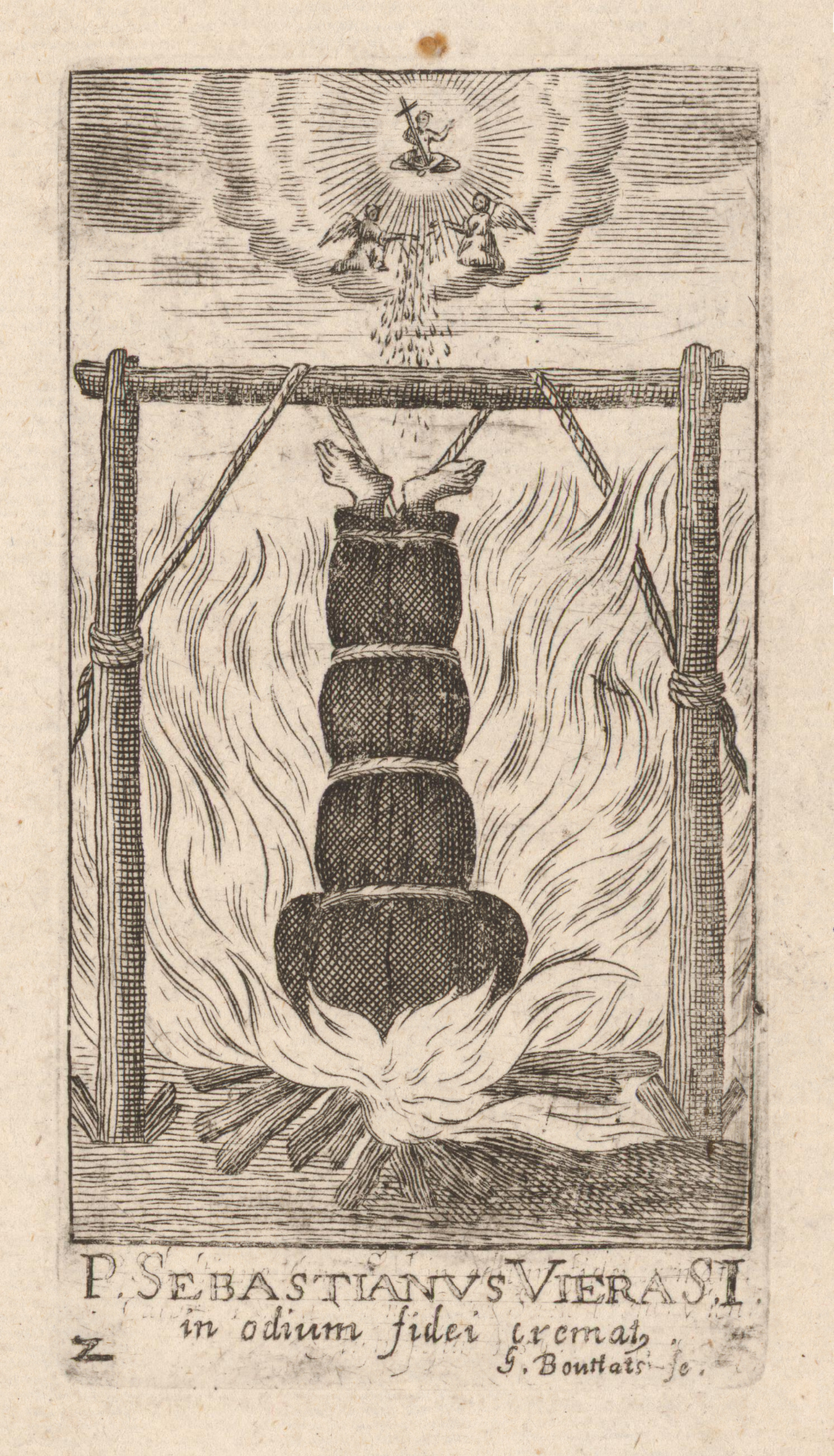
"شهادت یک پدر یسوعی در ژاپن در سال ۱۶۳۴"، حکاکی شده توسط جرارد بوتات

تحت حکومت هیده‌یوشی و شوگون‌سالاری توکوگاوا بعدی، مسیحیت کاتولیک سرکوب شد و پیروان آن تحت تعقیب قرار گرفتند. در دوران حکومت تویوتومی، به ویژه مبلغان خارجی در ژاپن کشته شدند، برخی به سبک ژاپنی تصلیب; مشهورترین آنها، ۲۶ شهید ژاپن در سال ۱۵۹۷ برای دلسرد کردن مسیحیت بر روی صلیب‌های خارج از ناگاساکی شکنجه و مصلوب شدند. پس از هیده یوشی و پس از مهلت کوتاهی که توکوگاوا ایه‌یاسو به قدرت رسید و تجارت با قدرت‌های پرتغالی را دنبال کرد، آزار و اذیت‌ها و شهادت‌های بیشتری در سال‌های ۱۶۱۳، ۱۶۳۰، ۱۶۳۲ و ۱۶۳۴ رخ داد. شوگون‌های توکوگاوا مسیحیت را در ژاپن از طریق قتل، آزار و اذیت و احکام ریشه‌کن کردند.
در سال ۱۶۳۸، حدود ۳۷۰۰۰ نفر (عمدتا مسیحی) پس از شورش شیمابارا تحت رهبری مسیحیان قتل‌عام شدند. در طی ۵۰ سال، سیاست‌های سرکوبی شوگون‌ها تعداد مسیحیان را نزدیک به صفر رساند. در این مرحله، پس از شورش شیمابارا، مسیحیان باقیمانده مجبور شدند علناً از ایمان خود دست بکشند. بسیاری به انجام مخفیانه مسیحیت ادامه دادند و در دوران مدرن به عنوان "مسیحیان پنهان" (隠れキリシタン kakure kirishitan) شناخته می‌شوند. این مؤمنان پنهانی اغلب شمایل‌نگاری مسیحی را در معبد شینتویی، فانوس‌ها یا قسمت‌های نامحسوس ساختمان‌ها پنهان می‌کردند. به عنوان مثال، قلعه هیمه‌جی روی یکی از کاشی‌های سقف قرن هفدهمی خود، به جای «مون» یک صلیب مسیحی دارد که نشان می‌دهد یکی از ساکنان آن یک مسیحی مخفی بوده‌است.
رمان تاریخی سکوت (رمان) که برگرفته از تاریخ شفاهی جوامع کاتولیک ژاپن است، گزارش‌های داستانی مفصلی از آزار و اذیت جوامع مسیحی و سرکوب کلیسا ارائه می‌کند.

## پایان انزوای ژاپن

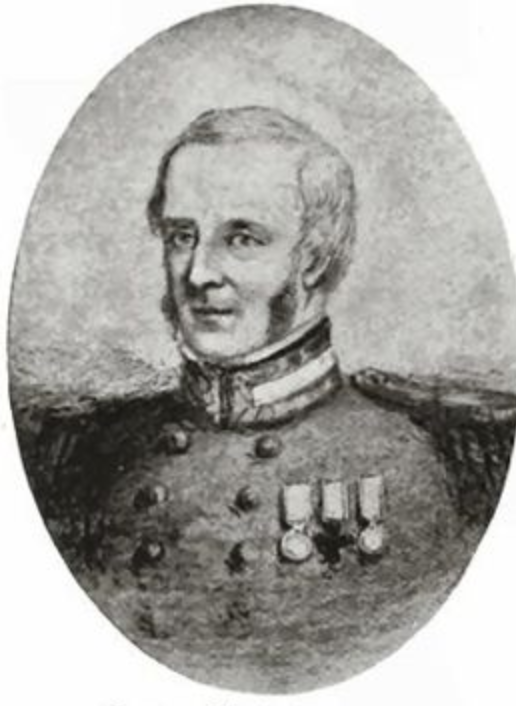
کاپیتان هربرت کلیفورد

کاپیتان هربرت کلیفورد افسر نیروی دریایی پادشاهی بریتانیا در طول جنگ‌های ناپلئونی و بنیانگذار مبلغان دریایی لوچو (۱۸۴۳) بود. کلیفورد با مبلغ مذهبی کشیش برنارد ژان بتلهایم، که اولین مبلغ مذهبی در استان اوکیناوا بود، کار می‌کرد.
پس از اینکه ژاپن در سال ۱۸۵۳ به روی تعاملات خارجی بیشتر باز شد، بسیاری از روحانیون مسیحی از کلیساهای کاتولیک، پروتستان و ارتدکس به این کشور فرستاده شدند، اگرچه تبلیغ دینی همچنان ممنوع بود. پس از اصلاحات میجی، آزادی مذهب در سال ۱۸۷۱ آغاز شد و به همه جوامع مسیحی حق وجود قانونی و موعظه داده شد.